# خال‌مروارید کانارا
خال‌مروارید کانارا یا سیکلید مروارید کانارا (نام علمی: Etroplus canarensis)، که با نام‌ کرومید نواری نیز شناخته می‌شود، گونه‌ای در خطر انقراض از خانواده سیکلیدها است که بومی کانارای جنوبی در کشور هند است.

## زیستگاه و پراکندگی
این گونه متعلق به یک جنس کوچک از گونه‌های سیکلیدهای آسیایی است و برخلاف دیگر اعضای جنس Etroplus فقط در در آب‌های شیرین دیده شده و در آب‌های لب‌شور اصلاً دیده نمی‌شود.

## اندازه
طول این گونه به ۱۱٫۵ سانتیمتر (۴٫۵ اینچ) TL می‌رسد.

## در آکواریوم
این سیکلید گونه‌ای بسیار قابل توجه است که در آکواریوم‌های خانگی کمیاب است. در گذشته نه چندان دور گزارش‌هایی دربارۀ زادآوری در اسارت گزارش شده است.</link>